# Браян Браун (ямайський футболіст)
Браян Браун (англ. Brian Brown, нар. 24 грудня 1992, Сенді-Бей) — ямайський футболіст, нападник клубу «Партизані». Виступав, зокрема, за клуб «Ріно 1868», а також національну збірну Ямайки.
Володар Суперкубка Албанії. 

## Клубна кар'єра
У дорослому футболі дебютував 2012 року виступами за команду «Монтего-Бей Юнайтед», в якій того року взяв участь у 17 матчах чемпіонату. З 2013 по 2016 рік виступав за «Гарбор В'ю». У сезоні 2013/14 років відзначився 18-а голами в чемпіонаті Ямайки, завдяки чому завоював Золоту бутсу першості.
8 липня 2014 року, під час літнього трансферного вікна, орендований клубом Major League Soccer «Філадельфія Юніон»
Згодом з 2016 по 2017 рік грав в оренді у складі «Інді Ілевен» та «Шарлотт Індепенденс».
Своєю грою за останню команду привернув увагу представників тренерського штабу клубу «Ріно 1868», до складу якого приєднався 2017 року. Відіграв за команду з Ріно наступні два сезони своєї ігрової кар'єри. Більшість часу, проведеного у складі «Ріно 1868», був основним гравцем атакувальної ланки команди. У складі «Ріно 1868» був одним з головних бомбардирів команди, маючи середню результативність на рівні 0,42 голу за гру першості.
До складу клубу «Партизані» приєднався у липні 2019 року. Станом на 25 лютого 2020 року відіграв за команду з Тирани 18 матчів в національному чемпіонаті.

## Виступи за збірну
15 листопада 2013 року дебютував у складі національної збірної Ямайки в товариському матчі проти Тринідаду і Тобаго.
У складі збірної був учасником розіграшу Золотого кубка КОНКАКАФ 2019 року у трьох країнах.

## Статистика виступів

### Статистика виступів за збірну
| Дата       | Місто             | Господарі  | Результат | Гості             | Турнір                         | Голи | Примітки |
| ---------- | ----------------- | ---------- | --------- | ----------------- | ------------------------------ | ---- | -------- |
| 15-11-2013 | Монтего-Бей       | Ямайка     | 0 – 1     | Тринідад і Тобаго | товариський матч               | -    | 72'      |
| 26-3-2019  | Сан-Хосе          | Коста-Рика | 1 – 0     | Ямайка            | товариський матч               | -    | 56'      |
| 5-6-2019   | Вашингтон         | США        | 0 – 1     | Ямайка            | товариський матч               | -    | 64'      |
| 17-6-2019  | Кінгстон (Ямайка) | Ямайка     | 3 – 2     | Гондурас          | Кубок КОНКАКАФ 2019 - 1-й етап | -    |          |
| Усього     |                   | Матчів     | 4         |                   | Голів                          | 0    |          |

## Досягнення
«Партизані»
- Суперкубка Албанії
  -  Володар (1): 2019

«Гарбор В'ю»
- Національна Прем'єр-ліга
  -  Чемпіон (1): 2012/13